# Kociszew (gmina)
Kociszew – dawna gmina wiejska istniejąca w XIX wieku w guberni piotrkowskiej. Siedzibą władz gminy był Kociszew.
Za Królestwa Polskiego gmina Kociszew należała do powiatu piotrkowskiego w guberni piotrkowskiej
Gminę zniesiono w  1868 roku, a z jej obszaru oraz z obszaru zniesionej gminy Łobudzice utworzono gminę Bujny.